# Artiga (Vilaller)
Artiga, L'Artiga o Cases d'Artiga, és un antic poble del municipi del Pont de Suert (antic terme de Llesp), enclavat dins del terme de Vilaller, a l'Alta Ribagorça. El poble està situat a la vall de Barravés. Actualment ha quedat pràcticament despoblat.
En la proposta derivada de l'informe popularment denominat Informe Roca, es preveia integrar aquest enclavament i el de Casós en el terme municipal de Vilaller, segregant-los del del Pont de Suert. Igualment amb els pobles de Sarroqueta i Viuet. Alhora, el municipi de Vilaller passaria a denominar-se Vilaller i Vall de Barravés.
Entre 1812 i febrer del 1847 tingué ajuntament propi, juntament amb la quadra de Cierco. S'havia format a ran de la promulgació de la Constitució de Cadis i la creació dels ajuntaments moderns, i fou suprimit per agregació a Vilaller a causa de la llei municipal del 1845 que establia un mínim de 30 veïns (caps de casa) per poder mantenir ajuntament propi.
Entre les escasses restes del poble que es conserven es pot trobar l'antiga capella de la Mare de Déu de la Mercè.
Pascual Madoz inclou Artiga en el seu Dicionario geográfico... del 1849 Diu que és un lloc de la vall de Barravés situat en lloc pla amb lliure ventilació i clima saludable. Constitueixen el lloc dues cases mal construïdes i una església, dedicada a Sant Climent, sufragània de la parròquia de Forcat (poble veí, a l'oest, en territori administrativament aragonès). L'administració local la duia un alcalde elegit pels veïns (exactament, pels dos veïns electors i elegibles del lloc).
Segons Madoz, el terreny era dolent, àrid i pedregós, només bo per a les cabres. Comenta que tampoc no n'hi ha gaires, atesa la pobresa del lloc, cosa que aprofiten els pastors dels termes veïns per aprofitar les pastures que hi ha. Tampoc no hi ha arbres; només algun d'espars, i bardisses, que serveixen per a combustible. S'hi produeix poc sègol, moltes patates i alguns llegums. Formaven el poble 2 veïns i 10 habitants.